# Lakhdar Bentaleb
Pour les articles homonymes, voir Bentaleb.
Lakhdar Bentaleb est un footballeur algérien né le 8 octobre 1988 à Oran. Il évolue au poste de milieu de terrain.

## Biographie
Avec les clubs du MC Oran et de l'ES Sétif, il joue 17 matchs en première division algérienne.

## Palmarès

### En club
- Champion d'Algérie en 2012 avec l'ES Sétif
- Vainqueur de la Coupe d'Algérie en 2012 avec l'ES Sétif (ne joue pas la finale)

### Carrière internationale
- Vainqueur de la Coupe du monde militaire en 2011 avec l'Algérie.